# Elachertus lateralis
Elachertus lateralis är en stekelart som först beskrevs av Maximilian Spinola 1808.  Elachertus lateralis ingår i släktet Elachertus och familjen finglanssteklar. Arten är reproducerande i Sverige. Inga underarter finns listade i Catalogue of Life.